# گلوکورافانین
گلوکورافانین (به انگلیسی: Glucoraphanin) یک ترکیب شیمیایی با شناسه پاب‌کم ۶۵۶۵۵۶ است. 